# 旧電車通り (北九州市)
旧電車通り（きゅうでんしゃどおり）は、福岡県北九州市の道路の通称。
かつて道路上に路面電車の西鉄北九州線・北九州本線が走っていたことに因んでいる。通り名を表記した標識等は無く、愛称ではなく通称といえる。
旧電車通りのうち、竪町一丁目交差点から砂津交差点までは、勝山通りと呼ばれている。

## 区間
- 国道3号門司駅前交差点→勝山通り砂津交差点→竪町1丁目交差点→県道270号金田交差点→県道296号上到津2丁目交差点→県道62号大蔵交差点→県道50号中央町交差点→国道3号前田交差点→国道3号黒崎駅前交差点
- 戸畑区幸町交差点→浅生交差点→沖台交差点付近

## 路線状況
八幡東区七条橋交差点〜同区中央一丁目交差点までは6車線道路に拡幅された。

## 周辺
- 門司駅
- 砂津バスセンター
- チャチャタウン小倉
- 魚町銀天街
- 井筒屋小倉本店
- リバーウォーク北九州
- JR九州小倉総合車両センター
- 福岡地方裁判所小倉支部
- 到津の森公園（旧到津遊園）
- リバーサイド荒生田（ショッピングセンター）
- 八幡東区役所
- 八幡中央区商店街
- 製鉄記念八幡病院（旧・新日鐵八幡記念病院）
- 福岡県済生会八幡総合病院
- JR九州八幡駅
- さわらびガーデンモール
- 黒崎駅
- コムシティ